# Бие
Бие́ (порт. Bié) — провинция в Анголе. Административный центр — город Квито. Площадь — 70 314 км², население 1 338 923 человека (на 2014 год). Губернатор — Жозе Амаро Тати.

## География
Провинция располагается в центре страны. На севере она граничит с провинцией Маланже, к западу располагаются провинции Южная Кванза и Уамбо, к востоку — Южная Лунда и Мошико, к югу — Уила и Квандо-Кубанго.

## Административное деление
Муниципалитеты:
- Андуло
- Камакупа
- Катабола
- Квемба
- Квито
- Куньинга
- Ньяреа
- Шингвар
- Шитембо

## Экономика
Главными сельскохозяйственными культурами являются сахарный тростник, рис и кофе.